# Тоганаши (Красноармейский район)
Тогана́ши (чув. Туканаш) — деревня в Красноармейском районе Чувашской Республики.

## География
Находится в северной части Чувашии, на расстоянии приблизительно 9 км на север-северо-запад по прямой от районного центра села Красноармейское на берегах реки Малая Шатьма.

## История
Известна с 1858 года как околоток деревни Первая Янгильдина (ныне Таныши) с 102 жителями. В 1897 году было учтено 135 человек, в 1906 — 30 дворов, 147 жителей, в 1926 — 37 дворов, 134 жителя, в 1939—143 жителя, в 1979 — 47. В 2002 году было 8 дворов, в 2010 — 7 домохозяйств. В период коллективизации был образован колхоз «Красный пахарь», в 2010 году действовало КФХ «Васильева». До 2021 года входила в состав Пикшикского сельского поселения до его упразднения.

## Население
Постоянное население составляло 19 человек (чуваши 100 %) в 2002 году, 16 в 2010.